# Childéric II
Childéric II est le roi des Francs d'Austrasie de 662 à 673, puis roi de tous les Francs de 673 à 675. Il est le deuxième du nom car Childéric I, père de Clovis, est compté comme roi des Francs saliens. 

## Biographie
Né vers 655, il est le fils cadet du roi Clovis II et de la reine Bathilde. Il accède au trône d'Austrasie à l'âge de 8 ans. La régence du pouvoir est exercée par son conseiller, le maire du palais Wulfoald. 
En 673, après la déposition de son frère Thierry III, Childéric unifie les royaumes francs de Neustrie et d'Austrasie sous son sceptre. Il fait placer son frère au monastère de Saint-Denis pour le protéger de ceux qui l'avaient renversé. Il prend pour conseiller spirituel l'évêque Léger d'Autun. 
En 674, l'évêque désapprouve le mariage du roi avec sa cousine germaine Bilichilde. Il critique sévèrement le roi. Furieux, Childéric fait enfermer Léger au monastère de Luxeuil. D'un caractère généreux et emporté, le roi ne fait pas l'unanimité chez les grands. 
En 675, les Neustriens organisent un complot pour le supprimer. Le chef de la cabale se nomme Bodilon, un noble franc que le roi avait fait battre à un poteau. Dans le bois de Lognes, en Brie française, avec ses amis Ingobert et Amalbert, Bodilon profite de ce que le roi chasse pour le tuer avec son épouse, la reine Bilichilde alors enceinte ainsi que leur fils Dagobert âgé de 7 ans. L'apprenant, les conseillers du roi – Wulfoald en tête – s'enfuient en Austrasie. Le roi Childéric n'avait que 20 ans et ne laisse aucun héritier. Son frère Thierry III lui succède.

## Tombe deChildéricII
Au XVIIe siècle, des gisants de style gothique marquaient dans le chœur de l'église Saint-Germain-des-Prés l'emplacement des tombes de Childebert Ier, Ultrogothe, Chilpéric Ier, Frédégonde, Clotaire II, Bertrude, Childéric II, Bilichilde et leur fils. En 1645 et 1646, des travaux dans le chœur entraînèrent la réfection du pavement et la découverte de nouvelles sépultures. De nouveaux travaux en 1656, lors de l'aménagement des stalles, conduisirent au déplacement des gisants et des sarcophages sous-jacents. En 1656, on constata que certaines tombes avaient été violées dont certaines avaient été vues intactes en 1645. On attribua alors au roi Childéric II, un sarcophage au riche mobilier funéraire masculin, car le nettoyage du tombeau permit la découverte à l'emplacement de la tête de l'inscription gravée CHILDR REX.

## Sources
- Vie de saint Léger évêque d'Autun (vers 680) :

« […] Tant il y avait de crainte de la tyrannie d'Ebroin. Tous offrirent donc à Childéric le royaume de Neustrie, aussi bien que celui de Bourgogne […]. Childéric ordonna qu'on lui amenât son frère, à la place duquel il avait été appelé, afin de s'entretenir avec lui ; mais quelques hommes qui passaient pour les premiers du royaume, et qui voulaient plaire à Childéric en le flattant, osèrent témérairement couper les cheveux de leur maître, et présentèrent ainsi à son frère. Le roi l'interrogea, et lui demande ce qu'il désirait qu'on fît de lui ; Théodoric répondit qu'il avait été injustement chassé de son royaume et ne désirait que le Dieu du ciel pour juge. Alors on lui ordonna de se rendre au monastère Saint-Denis ; il y vécut en sûreté […]. Le roi accorda de bonne volonté toutes les choses qu'on lui demandait ; mais corrompu par les conseils d'hommes insensés et presque païens, car il était d'une grande jeunesse, il rétracta tout de suite ce qu'il avait établi d'après les avis de gens sages. Il retenait cependant toujours auprès de lui l'évêque Léger parce qu'il savait qu'il brillait au-dessus de tous par la lumière de sa sagesse […]. On rapporte aussi que Léger dit que la reine était fille de l'oncle de Childéric et que s'il ne renonçait pas à ce crime et à tant d'autres choses illicites, il connaîtrait bientôt que la vengeance divine était près de frapper. Childéric l'écouta d'abord volontiers ; mais […], il commença à chercher l'occasion de le faire mourir […]. Cependant Léger, serviteur de Dieu, fut arrêté par quelques personnes qui l'annoncèrent aussitôt au roi. Celui qui l'avait pris espéra obtenir du roi de grandes faveurs. Par le conseil des grands et des évêques Childéric le fit conduire au monastère de Luxeuil, pour y rester jusqu'à ce qu'ils eussent décidé ce qu'on ferait d'un homme de si grand renom. […] Tout cela fait, la vengeance divine ne tarda pas à porter son jugement sur Childéric : ses mœurs dissolues déplaisaient fort aux grands du palais ; et l'un d'eux qui le supportait plus impatiemment que les autres, le frappa d'un coup mortel, pendant que, dans une forêt, il chassait en pleine sécurité […]. »

- Chapitre 44 du Livre de l'histoire des Francs (vers 727) :

« Clovis […] avait eu trois fils de la reine Bathilde : Clotaire, Childéric et Thierry. »

- Chapitre 45 du Livre de l'histoire des Francs (vers 727) :

« […] Au cours des mêmes jours, le roi Clotaire, encore enfant, mourut après avoir régné quatre ans. Thierry, son frère, fut élevé au trône des Francs. Il envoya en Austrasie Childéric, son autre frère, avec le soutien du duc Wulfoad, afin d'assumer la rection du royaume. À cette époque, les Francs préparèrent un piège contre Ebroïn ; puis organisant une embuscade contre Thierry, ils le déposèrent en coupant sa chevelure. […] Ils envoyèrent des légats en Austrasie auprès de Childéric. Ce dernier, arrivant en compagnie du duc Wulfoald, fut élevé au trône des Francs. Mais Childéric, trop léger dans ses mœurs, commit tant d'imprudences, qu'il poussa les Francs à la révolte. L'un de ces Francs, nommé Bodilo, avait été attaché à un tronc d'arbre et frappé cruellement. Voyant cela, les Francs entrèrent dans une grande colère. Ingobert, Amalbert et les Francs le plus haut placés, fomentèrent la sédition contre Childéric. Bodilo poursuivit ses oppresseurs avec le reste des Francs. Ces traîtres s'emparèrent du pouvoir en assassinant — événement douloureux à dire — le roi et la reine, alors enceinte. […]. »

- Vie du duc Pépin l'Ancien (vers 760) :

« [...] Le roi Childéric, sous lequel le bienheureux Lambert brilla par une éminente sainteté, étant mort sans enfants […]. »

- Chapitre 1 de la Continuation de la Chronique de Frédégaire (vers 760) :

« Donc Clovis, fils de Dagobert, prit pour reine une femme de naissance étrangère, nommée Bathilde, femme avisée et distinguée, dont il eut trois fils, Clotaire, Childéric et Thierry. Il avait comme maire du palais un homme énergique et sage nommé Erchinoald. Aussi Clovis maintint-il dans son royaume une paix sans guerre. Dans les dernières années de sa vie, toutefois, il perdit la raison et rendit l'âme après avoir régné dix-huit ans. Les Francs aussi placent sur le trône son fils aîné, Clotaire, au côté de sa mère la reine mentionnée ci-dessus. »

- Chapitre 2 de la Continuation de la Chronique de Frédégaire (vers 760) :

« À la même époque aussi mourut Erchinoald, le maire du palais. Les Francs plongés par l'incertitude, tiennent un conseil et placent dans cette fonction et à ce rang Ébroïn. En ces jours, le roi Clotaire, emporté par une violente fièvre, s'éteignit dans sa jeunesse après avoir régné quatre ans. Son frère Thierry cependant lui succéda sur le trône. Car son frère Childéric fut élevé sur le trône par les Francs en Austrasie, auprès du duc Vulfoald. À cette époque, les Francs fomentent un complot contre Ebroïn, se soulèvent contre Thierry et le chassent du trône. Ils lui coupent les cheveux et le tonsurent, et tonsurent aussi Ebroïn lui-même, qu'ils envoient contre son gré en Bourgogne, au monastère de Luxeuil. Ils adressent une ambassade en Austrasie auprès de Childéric. Celui-ci vient en compagnie du duc Vulfoald et ils le mettent à la tête de tout le royaume. C'est que le roi Childéric était inconsistant et fort emporté. À son tour, il poussa la nation des Francs à la révolte, les déshonorant et les méprisant, jusqu'à ce qu'une haine considérable grandisse parmi eux et provoque finalement son propre déshonneur et sa chute. Tandis que cette situation s'aggravait, il commanda, en violation de la loi, qu'un noble franc, nommé Bodilo, fût attaché à un poteau et roué de coups. Ce spectacle jeta les Francs dans une violente colère, ce furent bien Ingobert et Amalbert ainsi que d'autres notables francs qui fomentèrent la révolte contre Childéric. Ledit Bodilo se dressa contre lui, avec d'autres, en très grand nombre, prêts à prendre le roi au piège : dans la forêt de Livry, il le tua en même temps que sa reine, nommée Bilichilde alors enceinte - c'est une peine que de le dire. Vulfoald aussi, mis en fuite, s'échappa et retourna en Austrasie […]. »

### Articles connexes

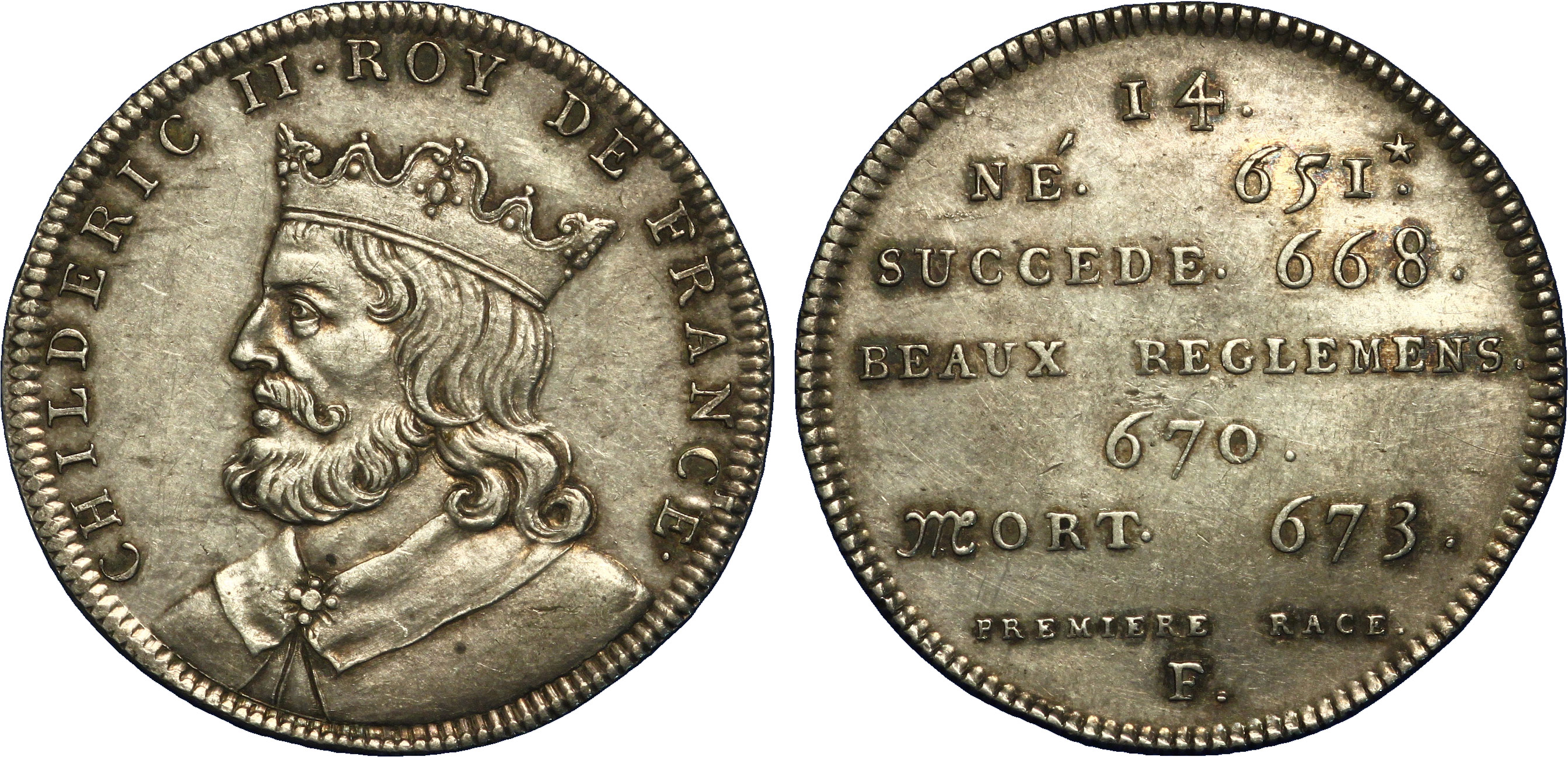
Buste imaginaire de Childéric II.